# 도리노이와쿠스후네노카미
토리노이와쿠스후네노카미(일본어: 鳥之石楠船神)는 일본 신화에 등장하는 신이자 죽은자의 영혼과 벼락을 실어나르는 배이다. 별명은 아메노토리후네(일본어: 天鳥船)라고 한다.
이자나기와 이자나미 사이에 태어난 태초의 신중 하나로 뇌신(또는 군신) 다케미카즈치(タケミカヅチ)의 부속신으로 여겨진다. 천진신중 하나이다.